# 冀文林
冀文林（1966年7月—），男，内蒙古自治区凉城县人，中华人民共和国政治人物。曾在中国地质大学就读，获地球物理专业硕士学位。1989年7月正式参加工作，1994年8月加入中国共产党。冀文林曾长期担任周永康的秘书，被认为是周永康的心腹。

## 生平
冀文林于1966年7月出生于凉城县永兴镇西驼厂村的一个贫寒农家，

### 地质矿产部时期
1989年7月，进入中华人民共和国地质矿产部，正式参加工作；历任地矿部办公厅科员、副主任科员、主任科员。
1994年8月，加入中国共产党。
1996年12月起，任地质矿产部部长办公室副主任。

### 国土资源部部长周永康的秘书
1998年8月起，历任国土资源部办公厅值班室助理调研员、调研员、部长（周永康）秘书。

### 四川省委书记周永康的秘书
1999年12月起，历任中共四川省委常委办公室副主任、省委办公厅副厅级秘书；2001年9月至2003年7月，四川省工商管理学院MBA在职研究生学历教育班学习。

### 国务委员兼公安部部长周永康的秘书
2003年3月第十届全国人大第一次会议上，周永康被任命为国务委员，继续兼任公安部部长。
2003年4月起，冀文林任公安部办公厅副主任、国务院办公厅副局级秘书。
2005年9月，冀文林被授予二级警监警衔。2005年9月起，任中共中央办公厅正局级秘书。

### 中央政治局常委兼中央政法委书记周永康的秘书
2007年10月中共十七届一中全会上，周永康晋升中共中央政治局常委、中央政法委书记、中央综治委主任，接替罗干全面负责中共政法工作。
2008年7月，冀文林兼任中央维护稳定工作领导小组办公室副主任。

### 国土资源部办公厅主任
2008年12月起，任国土资源部办公厅主任（服务时任部长徐绍史）；2009年1月起，为中共国土资源部党组成员。

### 海南时期
2011年2月16日起，任海口市人民政府市长。
2013年1月起，任海南省人民政府副省长。

### 被查
2014年2月18日，中纪委披露，冀文林因涉嫌严重违纪违法，被纪检监察机关立案调查。同年7月2日被双开并移送司法机关处理，经查冀文林利用职务上的便利为他人谋取利益，收受、索取巨额贿赂共计折合人民币2046万余元；以及与他人通奸。
2016年3月30日，天津市第一中级人民法院一审宣判，冀文林犯受贿罪，判处有期徒刑12年，并处罚金人民币100万元。

## 家庭
有两姐姐、一个哥哥和一个弟弟，在家中排老四。
妻子是在武汉地质学院地质系就读时认识的学妹，吉林市人，两人育有一女。